# Supernatural (televisieserie)
Supernatural is een Amerikaanse drama/mysterie/avonturenserie, bedacht door Eric Kripke. De serie werd in de Verenigde Staten sinds 13 september 2005 uitgezonden op de Amerikaanse zender The WB Television Network (thans; The CW Television Network) en eindigde op 19 november 2020 na 15 seizoenen. The WB was al bekend door hitseries als Charmed, Gilmore Girls (waar Jared Padalecki bekend van werd) en 7th Heaven.
In Nederland werd deze serie sinds 9 oktober 2006 uitgezonden op Veronica. De serie is op 6 juli 2008 overgaan naar Net5. In Vlaanderen kwam de serie eerst op VT4 / VIER en VIJFtv. Tegenwoordig wordt het uitgezonden op ZES. De serie werd ook uitgezonden op TNT Benelux.
Op 22 maart 2019 werd aangekondigd dat seizoen 15 de laatste zal zijn. Deze creatieve beslissing kwam van de cast zelf en niet van het netwerk.

## Inhoud
Supernatural gaat over de broers Winchester die het bovennatuurlijke kwaad bestrijden. Ze nemen hierbij de taak van hun vader John over, die hiermee begonnen is om de dood van zijn vrouw te wreken. Dankzij hun vader groeien Sam en Dean op als "jagers". In elke aflevering lossen Dean en Sam een mysterie op door met een bovennatuurlijke tegenstander af te rekenen. Mysteries draaien meestal om kwaadaardige geesten, maar ook vampiers, weerwolven en andere demonen moeten worden verslagen.
Mysteries spelen zich af door heel de Verenigde Staten heen. Dit betekent dat elke aflevering zich in een andere stad of dorp afspeelt, wat de serie een extra dimensie geeft. Omdat Dean vliegangst heeft, rijden de broers per auto van stad naar stad. Deans 67 Chevy Impala is dan ook, na zijn broer Sam, het meest dierbare in zijn leven.
Elke aflevering staat op zichzelf, maar draagt ook bij aan de langere verhaallijn van elk seizoen. Zo draait het eerste seizoen bijvoorbeeld om het doden van de demon met de gele ogen. Sommige afleveringen behandelen bekende Amerikaanse urban legends zoals de vijfde aflevering Bloody Mary of de zevende aflevering Hookman. (Seizoen 1)

### Seizoen 1
Op 21 november 1983 ontdekt John Winchester zijn vrouw vastgepind aan het plafond, waarna ze in spontane ontbranding uitbarst. John dwingt zijn vier jaar oude zoon Dean (Jensen Ackles) zijn babybroertje Sam (Jared Padalecki) uit het huis te halen, terwijl John zijn vrouw probeert te redden. Het is onmogelijk en zijn vrouw sterft.
21 november 2005; Sam zit inmiddels op Universiteit en heeft geen contact meer met Dean of John. Toch staat plotseling Dean voor zijn neus, die nog altijd op het bovennatuurlijke jaagt, met het nieuws dat hun vader op een jachttrip is geweest, maar daarna is verdwenen. Sam besluit het weekend mee te gaan met Dean, om een bovennatuurlijke moord op te lossen en een aanwijzing naar hun vaders verblijfplaats te vinden. Na het weekend keert Sam terug, maar vindt vervolgens zijn vriendin Jessica aan het plafond, en ook zij gaat vervolgens in vlammen op. Sam besluit hierop alsnog met Dean op pad te gaan, het bovennatuurlijke te bestrijden, hun vader vinden en vervolgens de moordenaar van hun moeder en Jessica. Ze komen veel verschillende dingen tegen, van legendes als "Shapeshifters" tot kwade geesten die niet kunnen rusten, tot aan de bezoeking aan hun oude huis in Kansas, waarbij een vlammende geest het huis lastigvalt, maar uiteindelijk de geest van hun moeder blijkt te zijn. Ze vinden ook hun vader terug, maar de twee broers kunnen maar moeilijk wennen aan de tactiek van hun vader, die vaak dingen anders doet dan zij.
Dit eerste seizoen draait om het vinden van hun vader en de moordenaar van hun moeder en Jessica. Elke aflevering ontdekken ze een stukje meer over hun vader en de moordenaar en hoe dit hun heden en toekomst beïnvloedt. In dit seizoen staan ook de twee broers centraal. Ze hebben elkaar jaren niet gezien en moeten plotseling dag en nacht met elkaar in de buurt zitten. Beiden komen, vaak door middel van een zaak, meer over elkaar te weten en wat hun werkelijke gedachten zijn. Een ruzie loopt zo erg uit de hand dat Dean en Sam wegen splitsen, maar uiteindelijk weer samen komen nadat ze realiseren dat ze te veel van elkaar afhankelijk zijn geworden en elkaar nodig hebben. Hun zoektocht vervolgt, maar wat ze aan het eind er van vinden en ontdekken gaat verder en dieper dan ze ooit wisten.

### Seizoen 2
Het tweede seizoen gaat verder in het ziekenhuis, nadat de drie Winchesters een zwaar auto-ongeluk hebben gehad. John ligt met verwondingen in bed en Dean ligt in een diepe coma waar hij, volgens de dokters, niet meer uit zal komen.Deans geest waart echter wel rond in het ziekenhuis, en na enkele pogingen keert hij plotseling terug in z'n lichaam en is hij wonderbaarlijk genezen. De twee broers vinden hun vader op de grond en vragen zich af wat er gebeurd is. Later komen ze erachter dat hij een deal had gemaakt voor Deans leven.
Dean en Sam gaan verder op jacht, nu ze weten wat voor demon ze zoeken. Ze komen in contact met Ellen Harvelle en haar dochter Jo. Ellen was goede vrienden met John en ziet het dan ook als haar plicht de twee jongens te helpen. Ze krijgen verder het seizoen in ook hulp van Ash, een vriend van Ellen, en Bobby, een oud-jager en de beste vriend van John. Ze weten de Colt, een wapen dat elk magisch wezen kan doden, opnieuw te veroveren en gaan hiermee op jacht naar hun grootste vijand. Langzaam ontrafelen Dean en Sam het plan van de Demon met Gele Ogen, wanneer ze meer kinderen van Sams leeftijd tegenkomen die allemaal een psychische kracht hebben. Vanuit het niets belandt Sam plotseling in een spookstad, waar hij weer de andere kinderen tegenkomt. Al snel wordt duidelijk dat er maar eentje levend zal wegkomen en er begint een kat en muis spel tussen de begaafden, die allemaal willen blijven leven. De een na de ander wordt vermoord, en uiteindelijk is alleen nog Sam met Jake, een andere jongen, nog over. Ze besluiten zich tegen de demon te keren en op zoek te gaan naar een uitweg.
Dean heeft ondertussen de hulp ingeroepen van Bobby en Ellen, nadat Jo is vertrokken en Ash is omgekomen bij een aanval van demonen. Ze vertrekken naar het spookstadje, om vervolgens te zien hoe Sam uit het niets wordt neergestoken door Jake, die zijn eigen plan heeft gemaakt en Sam sterft in Deans armen. Dean ziet zich hierdoor genoodzaakt zijn eigen ziel voor die van Sam te verruilen, en nadat Sam weer tot leven wordt gewekt, wordt de poort naar hel door Jake geopend. Sam schiet Jake dood, en de Demon met Gele Ogen toont zich voor het eerst in het openbaar aan de twee broers. terwijl hij op het punt staat Dean te vermoorden, weet de ziel van John, die in hel was, hem aan te vallen, en hierdoor kan Dean de Demon doodschieten.
De twee broers kunnen niet geloven dat de moordenaar van hun ouders en Jessica eindelijk weg is. Ze beseffen echter ook dat ze een nieuw avontuur aan moeten gaan, namelijk het redden van Deans ziel, binnen een jaar, voordat het te laat is. Ze gaan op jacht naar alle demonen die ondertussen uit de hel zijn ontsnapt, en maken een plan Deans ziel terug te krijgen.

### Seizoen 3
Dean en Sam zijn nog altijd op pad om een manier te vinden die ervoor kan zorgen dat Dean niet over een jaar naar Hel wordt meegenomen. Ze proberen onderweg ook de ene demon na de andere terug naar hel te sturen. Ondertussen is de jacht op Sam geopend. Demonenjagers, zoals Gordon Walker, zijn van mening dat sinds Sam is teruggekeerd van de dood, hij niet 100% goedaardig meer is, en uiteindelijk de wereld ten einde zal brengen. Bij deze gevechten krijgen de twee broers hulp van Ruby, een voormalige heks die een sterk staaltje vechtkunst kan neerzetten. Dean verliest echter z'n vertrouwen in haar als ze erachter komen dat Ruby al sinds De Plaag leeft, en dus al eeuwenoud is. Ze geeft toe een demon te zijn, maar staat aan de goede kant. Dean wil haar niet meer om zich heen hebben, omdat hij van mening is dat Ruby juist hun plan om Deans ziel te redden tegen wil houden.
Ze komen onderweg nog een andere vrouw tegen, Bela Talbot, een dievegge die, ondanks haar status als mens, zich mengt in de wereld van magie en handelt in magische spullen. Ze komen ook Bobby weer tegen, die hen besluit te vergezellen en hen te helpen met hun taken. De broers proberen hem hiervan af te houden als Bobby enkele keren gewond raakt. Ook onderling wordt de strijd tussen Dean en Sam ruwer, als beiden steeds andere meningen krijgen en zich gaan ergeren aan elkaar. Sam loopt hierdoor een keer weg, maar hij beseft later dat hij z'n broer moet redden van de dood. Een nieuw probleem duikt op als ze kennismaken met de Lillith, de Demon met Witte Ogen. Deze demon heeft het op de twee broers voorzien, en dan voornamelijk op Dean, die toch al op de Lijst des Doods staat. Ze weten voorlopig af te rekenen met Lillith. Ondertussen ergeren Dean en Sam zich dood aan Bela, die zich constant met hun zaken bemoeit. Ze wordt uiteindelijk verscheurd door Hellehonden, die haar naar de hel brengen.
Slechts enkele uren voordat het jaar van Dean om is en hij naar hel zal moeten, hebben ze nog altijd geen manier gevonden om hem te helpen, en ze weten niet meer wat ze moeten doen. Ruby keert terug naar de twee om nog een manier te vinden, maar ook zij heeft niks. Als de klok 12 uur slaat, ziet Dean een hellehond en ze vluchten een afgesloten kamer in. Te laat beseft Dean dat Ruby bezeten is door Lillith, en Ruby opent de deuren voor de hellehonden. Terwijl Sam tegen de muur staat aangeduwd, moet hij met lede ogen toezien hoe Dean wordt verscheurd door de hellehonden. Sam stelt zichzelf verantwoordelijk voor Deans dood, en besluit er alles aan te doen hem te helpen. Een laatste shot is van de Hel, waar het onweert, donker is en vuur is. Dean zit vastgebonden en schreeuwt om Sam.

### Seizoen 4
Dean wordt wakker in een kist onder de grond. Hij weet zich uit te graven en gaat direct naar Bobby toe voor antwoorden. Na een emotionele hereniging met zowel Bobby als later met Sam, weten de drie mannen dat ze nu uit moeten zoeken hoe en door wie Dean vrijgelaten is uit de Hel. Hij ontdekt een handafdruk gebrand op z'n schouder en is bang voor wat er gaat komen. Dean ontmoet dan een man genaamd Castiel, die beweert een Engel te zijn. Hij projecteert z'n vleugels om het te bewijzen, en vertelt Dean dat hij de gene is die hem uit de Hel heeft gehaald in opdracht van God, omdat ze zijn hulp nodig hebben.
Dean, Sam en Bobby gaan op onderzoek uit, en hoewel ze zich zo goed mogelijk bezig proberen te houden met de Engelen, hebben ze ook hun handen vol aan andere demonen en bovennatuurlijke wezens, die allemaal onheil voelen naderen. Steeds meer ontdekken de mannen tekens dat er iets verschrikkelijks aan zit te komen. Castiel onthult dan dat hij en z'n broers voor het eerst in 2000 jaar terug naar de Aarde zijn gekomen voor maar één reden; het stoppen van de Apocalyps. Er bestaan 600 magische zegels, en als er 66 zegels verbroken worden, zal Lucifer kunnen ontsnappen en de Aarde domineren. Castiel heeft de hulp van de broers nodig om dit tegen te gaan. Dean heeft zo z'n eigen problemen met Sam, die steeds meer op z'n duistere kracht lijkt te leunen en niet inziet wat er mis mee is. Sam vertrouwt Ruby steeds meer en steunt steeds minder op Dean, waardoor er zich langzaam een kloof tussen de broers ontstaat.
Ze ontmoeten ondertussen ook andere Engelen, zoals Anna, Uriel en Zacharias, die elk een andere manier hebben om de broers zo ver te krijgen om mee te vechten in de grote strijd. Dean voelt zich schuldig wanneer Castiel onthult dat hij de eerste zegel heeft verbroken door toe te geven aan de marteling die in Hel plaatsvond (het verspillen van menselijk bloed in hel door een rechtvaardig man). Er ontstaan problemen wanneer Castiel wordt 'hervormd', nadat hij toegeeft menselijke emoties te ervaren, wat niet is toegestaan, en Sam en Dean na een ruzie hun wegen splitsen, en Dean wordt opgesloten door Zacharias, terwijl Sam met Ruby op zoek gaat naar Lillith, die de laatste ongebroken zegel in handen heeft. Dean smeekt Castiel om hem te helpen ontsnappen nadat Zacharias onthult dat hij geen plannen heeft om de apocalyps te stoppen, en Castiel geeft uiteindelijk toe, en helpt Dean. Castiel vertrekt naar het huis van een profeet die alle gebeurtenissen kan voorzien, en Castiel wordt als laatste gezien wanneer er "Arch Angels" het huis omringen, klaar om aan te vallen. Dean zoekt ondertussen wanhopig naar z'n broer, en heeft cruciale informatie. Hij is echter te laat wanneer hij Sam vindt, die net Lillith heeft vermoord. Ruby onthult aan Sam dat Lillith de laatste zegel was, en dat ze hier al die tijd naartoe heeft gewerkt. Dean en Sam vermoorden Ruby, en kijken vervolgens in horror toe hoe de poort naar Lucifers verblijfplaats zich opent.

### Seizoen 5
Nu de Helpoorten zijn geopend en Lucifer en duizenden demonen zijn ontsnapt, proberen Dean en Sam in contact te komen met Castiel en Bobby raakt gewond in een gevecht en komt in een rolstoel terecht. Dean en Sam besluiten een tijdje zonder elkaar te jagen, nu Dean z'n broertje niet meer vertrouwt, maar zoeken elkaar al snel weer op wanneer blijkt dat Dean een gastheer is voor Michael, en Sam voor Lucifer. Samen hebben zij de belofte gedaan om nooit ja te zeggen opdat hun lichamen overgenomen kunnen worden wat er uiteindelijk in zou resulteren dat Michael en Lucifer een bloedige strijd aan zullen gaan met elkaar en wat de ondergang van de planeet zal worden. In hun strijd tegen Lucifer krijgen de broers hulp van oude én onverwachtse vrienden, waaronder Ellen en Jo Harvelle, die helaas omkomen in de strijd, en ook The Trickster, met wie de broers al jaren overhoop liggen, maar wie eigenlijk de Aartsengel Gabriel blijkt te zijn. Ook Gabriel komt uiteindelijk om in een poging de broers te redden en een eind te maken aan de strijd. Sam en Dean gaan uiteindelijk op jacht naar Ziekte en Dood, de laatste twee Horsemen, om zo hun ringen af te pakken en Lucifer terug in Hel vast te zetten. Ondertussen besluit Bobby z'n ziel te verkopen om de broers te helpen, en wordt ook Adam, hun halfbroer, weer tot leven gewekt. Ondanks dat ze gezamenlijk op jacht zijn, blijven Dean en Sam toch in tweestrijd leven met elkaar, voornamelijk omdat Dean Sam niet kan vertrouwen en omdat Sam bang is dat Dean toch "ja" zal zeggen. Wanneer duidelijk wordt dat ze nog maar kort de tijd hebben om Lucifer terug naar Hel te sturen, voordat hij zelf te sterk is, gaan de broers over tot een plan waar geen van allen blij mee is. Sam besluit een hoeveelheid demonenbloed te drinken en vervolgens "ja" te zeggen tegen Lucifer. De duivel neemt bezit van Sam en het plan lijkt te mislukken wanneer Sam geen controle over hem kan krijgen, en radeloos toe moet zien hoe hij Castiel en Bobby vermoordt. Wanneer Lucifer echter op Dean begint in te slaan, weet Sam door z'n woede eindelijk weer controle te krijgen over z'n lichaam en opent de poort naar Hel, waar hij vervolgens inspringt. Castiel is door God weer tot leven gewekt en hij wekt op zijn beurt Bobby weer tot leven. Cas besluit terug naar de hemel te gaan nu Michael het er niet meer voor het zeggen heeft, en Dean besluit z'n broers laatste wens te respecteren en het leven als jager op te geven en een gezinsleven met Lisa en Ben opstarten. Terwijl Dean langzaam aan het leventje als huisvader gewend raakt, staat Sam echter ineens vanuit buiten toe te kijken.

### Seizoen 6
Het zesde seizoen begint één jaar na het vijfde seizoen, met Dean die een gezinsleven heeft opgebouwd met Lisa en Ben. Sam komt terug in de wereld der levenden en gaat weer jagen met Dean, die zijn nieuwe leven achter zich laat. Sam is begonnen te werken met zijn opa Samuel, om levende alphamonsters te vangen. (De eerste in hun soort.) Castiel heeft geen tijd om Sam en Dean te helpen, aangezien er in de hemel een burgeroorlog is uitgebroken. Ook wordt ontdekt dat Samuel voor Crowley werkt, in ruil voor het terugbrengen van Samuels dochter. Crowley wil de alphamonsters hebben zodat hij de locatie van het purgatorium kan vinden, waar zich een grote hoeveelheid aan zielen bevindt, die hij kan gebruiken om krachtiger te worden. Crowley heeft Sam teruggehaald zonder ziel, en Dean zoekt de hulp bij een van de vier ruiters van de Apocalyps, de ruiter des doods, zodat hij Sams ziel terug kan halen. De ruiter des doods zet een muur op in Sams geheugen, zodat hij zich zijn verblijf in de hel niet meer kan herinneren. De oude Sam keert terug zonder te weten wat er in het afgelopen jaar is gebeurd. Daarna blijkt dat Castiel een pact had gesloten met Crowley om de zielen te delen die uit het purgatorium komen. Dean vindt dat een slecht idee en probeert hen te stoppen. Om de Winchester broers en Bobby te stoppen, breekt Castiel de muur in Sams geheugen. Castiel verraadt Crowley. Crowley raakt bevriend met Raphael en samen beginnen zij aan het ritueel om de deur naar het purgatorium te openen. Dat mislukt echter doordat het bloed dat bij het ritueel wordt gebruikt niet het goede bloed is. Castiel verschijnt weer met ongelofelijk veel kracht nadat hij het ritueel zelf succesvol heeft uitgevoerd. Hij vernietigt Raphael, en Crowley is snel ontsnapt. Castiel denkt dat hij de nieuwe god is en dwingt Sam en Dean voor hem te buigen. Iedereen die niet voor hem buigt, wordt vernietigd.

## Afleveringen

### Seizoen 1: 2005-2006
| Totaal № | Aflevering № | Titel             | Originele uitzenddatum (VS) |
| -------- | ------------ | ----------------- | --------------------------- |
| 1        | 1            | Pilot             | 13 september 2005           |
| 2        | 2            | Wendigo           | 20 september 2005           |
| 3        | 3            | Dead in the Water | 27 september 2005           |
| 4        | 4            | Phantom Traveler  | 4 oktober 2005              |
| 5        | 5            | Bloody Mary       | 11 oktober 2005             |
| 6        | 6            | Skin              | 18 oktober 2005             |
| 7        | 7            | Hook Man          | 25 oktober 2005             |
| 8        | 8            | Bugs              | 8 november 2005             |
| 9        | 9            | Home              | 15 november 2005            |
| 10       | 10           | Asylum            | 22 november 2005            |
| 11       | 11           | Scarecrow         | 10 januari 2006             |
| 12       | 12           | Faith             | 17 januari 2006             |
| 13       | 13           | Route 666         | 31 januari 2006             |
| 14       | 14           | Nightmare         | 7 februari 2006             |
| 15       | 15           | The Benders       | 14 februari 2006            |
| 16       | 16           | Shadow            | 28 februari 2006            |
| 17       | 17           | Hell House        | 30 maart 2006               |
| 18       | 18           | Something Wicked  | 6 april 2006                |
| 19       | 19           | Provenance        | 13 april 2006               |
| 20       | 20           | Dead Man's Blood  | 20 april 2006               |
| 21       | 21           | Salvation         | 27 april 2006               |
| 22       | 22           | Devil's Trap      | 4 mei 2006                  |

### Seizoen 2: 2006-2007
| Totaal № | Aflevering № | Titel                                    | Originele uitzenddatum (VS) |
| -------- | ------------ | ---------------------------------------- | --------------------------- |
| 23       | 1            | In My Time of Dying                      | 28 september 2006           |
| 24       | 2            | Everybody Loves a Clown                  | 5 oktober 2006              |
| 25       | 3            | Bloodlust                                | 12 oktober 2006             |
| 26       | 4            | Children Shouldn't Play with Dead Things | 19 oktober 2006             |
| 27       | 5            | Simon Said                               | 26 oktober 2006             |
| 28       | 6            | No Exit                                  | 2 november 2006             |
| 29       | 7            | The Usual Suspects                       | 9 november 2006             |
| 30       | 8            | Crossroad Blues                          | 16 november 2006            |
| 31       | 9            | Croatoan                                 | 7 december 2006             |
| 32       | 10           | Hunted                                   | 11 januari 2007             |
| 33       | 11           | Playthings                               | 18 januari 2007             |
| 34       | 12           | Nightshifter                             | 25 januari 2007             |
| 35       | 13           | Houses of the Holy                       | 1 februari 2007             |
| 36       | 14           | Born Under a Bad Sign                    | 8 februari 2007             |
| 37       | 15           | Tall Tales                               | 15 februari 2006            |
| 38       | 16           | Roadkill                                 | 15 maart 2007               |
| 39       | 17           | Heart                                    | 22 maart 2007               |
| 40       | 18           | Hollywood Babylon                        | 19 april 2007               |
| 41       | 19           | Folsom Prison Blues                      | 26 april 2007               |
| 42       | 20           | What Is and What Should Never Be         | 3 mei 2007                  |
| 43       | 21           | All Hell Breaks Loose (deel 1)           | 10 mei 2007                 |
| 44       | 22           | All Hell Breaks Loose (deel 2)           | 17 mei 2007                 |

### Seizoen 3: 2007-2008
| Totaal № | Aflevering № | Titel                         | Originele uitzenddatum (VS) |
| -------- | ------------ | ----------------------------- | --------------------------- |
| 45       | 1            | The Magnificent Seven         | 4 oktober 2007              |
| 46       | 2            | The Kids are Alright          | 11 oktober 2007             |
| 47       | 3            | Bad Day at Black Rock         | 18 oktober 2007             |
| 48       | 4            | Sin City                      | 25 oktober 2007             |
| 49       | 5            | Bedtime Stories               | 1 november 2007             |
| 50       | 6            | Red Sky at Morning            | 8 november 2007             |
| 51       | 7            | Fresh Blood                   | 15 november 2007            |
| 52       | 8            | A Very Supernatural Christmas | 13 december 2007            |
| 53       | 9            | Malleus Maleficarum           | 31 januari 2008             |
| 54       | 10           | Dream a Little Dream of Me    | 7 februari 2008             |
| 55       | 11           | Mystery Spot                  | 14 februari 2008            |
| 56       | 12           | Jus in Bello                  | 21 februari 2008            |
| 57       | 13           | Ghostfacers                   | 24 april 2008               |
| 58       | 14           | Long Distance Call            | 1 mei 2008                  |
| 59       | 15           | Time Is on My Side            | 8 mei 2008                  |
| 60       | 16           | No Rest for the Wicked        | 15 mei 2008                 |

### Seizoen 4: 2008-2009
| Totaal № | Aflevering № | Titel                                        | Originele uitzenddatum (VS) |
| -------- | ------------ | -------------------------------------------- | --------------------------- |
| 61       | 1            | Lazarus Rising                               | 18 september 2008           |
| 62       | 2            | Are You There, God? It's Me, Dean Winchester | 25 september 2008           |
| 63       | 3            | In the Beginning                             | 2 oktober 2008              |
| 64       | 4            | Metamorphosis                                | 9 oktober 2008              |
| 65       | 5            | Monster Movie                                | 16 oktober 2008             |
| 66       | 6            | Yellow Fever                                 | 23 oktober 2008             |
| 67       | 7            | It's the Great Pumpkin, Sam Winchester       | 30 oktober 2008             |
| 68       | 8            | Wishful Thinking                             | 6 november 2008             |
| 69       | 9            | I Know What You Did Last Summer              | 13 november 2008            |
| 70       | 10           | Heaven and Hell                              | 20 november 2008            |
| 71       | 11           | Family Remains                               | 15 januari 2009             |
| 72       | 12           | Criss Angel Is a Douchebag                   | 22 januari 2009             |
| 73       | 13           | After School Special                         | 29 januari 2009             |
| 74       | 14           | Sex and Violence                             | 5 februari 2009             |
| 75       | 15           | Death Takes a Holiday                        | 12 maart 2009               |
| 76       | 16           | On the Head of a Pin                         | 19 maart 2009               |
| 77       | 17           | It's a Terrible Life                         | 26 maart 2009               |
| 78       | 18           | The Monster at the End of This Book          | 2 april 2009                |
| 79       | 19           | Jump the Shark                               | 23 april 2009               |
| 80       | 20           | The Rapture                                  | 30 april 2009               |
| 81       | 21           | When the Levee Breaks                        | 7 mei 2009                  |
| 82       | 22           | Lucifer Rising                               | 14 mei 2009                 |

### Seizoen 5: 2009-2010
| Totaal № | Aflevering № | Titel                                 | Originele uitzenddatum (VS) |
| -------- | ------------ | ------------------------------------- | --------------------------- |
| 83       | 1            | Sympathy for the Devil                | 10 september 2009           |
| 84       | 2            | Good God, Y'All!                      | 17 september 2009           |
| 85       | 3            | Free to Be You and Me                 | 24 september 2009           |
| 86       | 4            | The End                               | 1 oktober 2009              |
| 87       | 5            | Fallen Idols                          | 8 oktober 2009              |
| 88       | 6            | I Believe the Children Are Our Future | 15 oktober 2009             |
| 89       | 7            | The Curious Case of Dean Winchester   | 29 oktober 2009             |
| 90       | 8            | Changing Channels                     | 5 november 2009             |
| 91       | 9            | The Real Ghostbusters                 | 12 november 2009            |
| 92       | 10           | Abandon All Hope...                   | 19 november 2009            |
| 93       | 11           | Sam, Interrupted                      | 21 januari 2010             |
| 94       | 12           | Swap Meat                             | 28 januari 2010             |
| 95       | 13           | The Song Remains the Same             | 4 februari 2010             |
| 96       | 14           | My Bloody Valentine                   | 11 februari 2010            |
| 97       | 15           | Dead Men Don't Wear Plaid             | 25 maart 2010               |
| 98       | 16           | Dark Side of the Moon                 | 1 april 2010                |
| 99       | 17           | 99 Problems                           | 8 april 2010                |
| 100      | 18           | Point of No Return                    | 15 april 2010               |
| 101      | 19           | Hammer of the Gods                    | 22 april 2010               |
| 102      | 20           | The Devil You Know                    | 29 april 2010               |
| 103      | 21           | Two Minutes to Midnight               | 6 mei 2010                  |
| 104      | 22           | Swan Song                             | 13 mei 2010                 |

### Seizoen 6: 2010-2011
| Totaal № | Aflevering № | Titel                             | Originele uitzenddatum (VS) |
| -------- | ------------ | --------------------------------- | --------------------------- |
| 105      | 1            | Exile on Main St.                 | 24 september 2010           |
| 106      | 2            | Two and a Half Men                | 1 oktober 2010              |
| 107      | 3            | The Third Man                     | 8 oktober 2010              |
| 108      | 4            | Weekend at Bobby's                | 15 oktober 2010             |
| 109      | 5            | Live Free or TwiHard              | 22 oktober 2010             |
| 110      | 6            | You Can't Handle the Truth        | 29 oktober 2010             |
| 111      | 7            | Family Matters                    | 5 november 2010             |
| 112      | 8            | All Dogs Go to Heaven             | 12 november 2010            |
| 113      | 9            | Clap Your Hands If You Believe... | 19 november 2010            |
| 114      | 10           | Caged Heat                        | 3 december 2010             |
| 115      | 11           | Appointment in Samarra            | 10 december 2010            |
| 116      | 12           | Like a Virgin                     | 4 februari 2011             |
| 117      | 13           | Unforgiven                        | 11 februari 2011            |
| 118      | 14           | Mannequin 3: The Reckoning        | 18 februari 2011            |
| 119      | 15           | The French Mistake                | 25 februari 2011            |
| 120      | 16           | ...And Then There Were None       | 4 maart 2011                |
| 121      | 17           | My Heart Will Go On               | 15 april 2011               |
| 122      | 18           | Frontierland                      | 22 april 2011               |
| 123      | 19           | Mommy Dearest                     | 29 april 2011               |
| 124      | 20           | The Man Who Would Be King         | 6 mei 2011                  |
| 125      | 21           | Let It Bleed                      | 20 mei 2011                 |
| 126      | 22           | The Man Who Knew Too Much         | 20 mei 2011                 |

### Seizoen 7: 2011-2012
| Totaal № | Aflevering № | Titel                                         | Originele uitzenddatum (VS) |
| -------- | ------------ | --------------------------------------------- | --------------------------- |
| 127      | 1            | Meet the New Boss                             | 23 september 2011           |
| 128      | 2            | Hello, Cruel World                            | 30 september 2011           |
| 129      | 3            | The Girl Next Door                            | 7 oktober 2011              |
| 130      | 4            | Defending Your Life                           | 14 oktober 2011             |
| 131      | 5            | Shut Up, Dr. Phil                             | 21 oktober 2011             |
| 132      | 6            | Slash Fiction                                 | 28 oktober 2011             |
| 133      | 7            | The Mentalists                                | 4 november 2011             |
| 134      | 8            | Season Seven, Time for a Wedding!             | 11 november 2011            |
| 135      | 9            | How to Win Friends and Influence Monsters     | 18 november 2011            |
| 136      | 10           | Death's Door                                  | 2 december 2011             |
| 137      | 11           | Adventures in Babysitting                     | 6 januari 2012              |
| 138      | 12           | Time After Time After Time                    | 13 januari 2012             |
| 139      | 13           | The Slice Girls                               | 3 februari 2012             |
| 140      | 14           | Plucky Pennywhistle's Magical Menagerie       | 10 februari 2012            |
| 141      | 15           | Repo Man                                      | 17 februari 2012            |
| 142      | 16           | Out With the Old                              | 16 maart 2012               |
| 143      | 17           | The Born-Again Identity                       | 23 maart 2012               |
| 144      | 18           | Party On, Garth                               | 30 maart 2012               |
| 145      | 19           | Of Grave Importance                           | 20 april 2012               |
| 146      | 20           | The Girl with the Dungeons and Dragons Tattoo | 27 april 2012               |
| 147      | 21           | Reading is Fundamental                        | 4 mei 2012                  |
| 148      | 22           | There Will Be Blood                           | 11 mei 2012                 |
| 149      | 23           | Survival of the Fittest                       | 18 mei 2012                 |

### Seizoen 8: 2012-2013
| Totaal № | Aflevering № | Titel                           | Originele uitzenddatum (VS) |
| -------- | ------------ | ------------------------------- | --------------------------- |
| 150      | 1            | We Need To Talk About Kevin     | 3 oktober 2012              |
| 151      | 2            | What's Up, Tiger Mommy?         | 10 oktober 2012             |
| 152      | 3            | Heartache                       | 17 oktober 2012             |
| 153      | 4            | Bitten                          | 24 oktober 2012             |
| 154      | 5            | Blood Brother                   | 31 oktober 2012             |
| 155      | 6            | Southern Comfort                | 7 november 2012             |
| 156      | 7            | A Little Slice of Kevin         | 14 november 2012            |
| 157      | 8            | Hunteri Heroici                 | 28 november 2012            |
| 158      | 9            | Citizen Fang                    | 5 december 2012             |
| 159      | 10           | Torn and Frayed                 | 16 januari 2013             |
| 160      | 11           | LARP and the Real Girl          | 23 januari 2013             |
| 161      | 12           | As Time Goes By                 | 30 januari 2013             |
| 162      | 13           | Everybody Hates Hitler          | 6 februari 2013             |
| 163      | 14           | Trial and Error                 | 13 februari 2013            |
| 164      | 15           | Man's Best Friend with Benefits | 20 februari 2013            |
| 165      | 16           | Remember the Titans             | 27 februari 2013            |
| 166      | 17           | Goodbye, Stranger               | 20 maart 2013               |
| 167      | 18           | Freaks and Geeks                | 27 maart 2013               |
| 168      | 19           | Taxi Driver                     | 3 april 2013                |
| 169      | 20           | Pac-Man Fever                   | 24 april 2013               |
| 170      | 21           | The Great Escapist              | 1 mei 2013                  |
| 171      | 22           | Clip Show                       | 8 mei 2013                  |
| 172      | 23           | Sacrifice                       | 15 mei 2013                 |

### Seizoen 9: 2013-2014
| Totaal № | Aflevering № | Titel                          | Originele uitzenddatum (VS) |
| -------- | ------------ | ------------------------------ | --------------------------- |
| 173      | 1            | I Think I'm Gonna Like It Here | 8 oktober 2013              |
| 174      | 2            | Devil May Care                 | 15 oktober 2013             |
| 175      | 3            | I'm No Angel                   | 22 oktober 2013             |
| 176      | 4            | Slumber Party                  | 29 oktober 2013             |
| 177      | 5            | Dog Dean Afternoon             | 5 november 2013             |
| 178      | 6            | Heaven Can't Wait              | 12 november 2013            |
| 179      | 7            | Bad Boys                       | 19 november 2013            |
| 180      | 8            | Rock and a Hard Place          | 26 november 2013            |
| 181      | 9            | Holy Terror                    | 3 december 2013             |
| 182      | 10           | Road Trip                      | 14 januari 2014             |
| 183      | 11           | First Born                     | 21 januari 2014             |
| 184      | 12           | Sharp Teeth                    | 28 januari 2014             |
| 185      | 13           | The Purge                      | 4 februari 2014             |
| 186      | 14           | Captives                       | 25 februari 2014            |
| 187      | 15           | #THINMAN                       | 5 maart 2014                |
| 188      | 16           | Blade Runners                  | 18 maart 2014               |
| 189      | 17           | Mother's Little Helper         | 25 maart 2014               |
| 190      | 18           | Meta Fiction                   | 15 april 2014               |
| 191      | 19           | Alex Annie Alexis Ann          | 22 april 2014               |
| 192      | 20           | Bloodlines                     | 29 april 2014               |
| 193      | 21           | King of the Damned             | 6 mei 2014                  |
| 194      | 22           | Stairway to Heaven             | 13 mei 2014                 |
| 195      | 23           | Do You Believe in Miracles?    | 20 mei 2014                 |

### Seizoen 10: 2014-2015
| Totaal № | Aflevering № | Titel                       | Originele uitzenddatum (VS) |
| -------- | ------------ | --------------------------- | --------------------------- |
| 196      | 1            | Black                       | 07 oktober 2014             |
| 197      | 2            | Reichenbach                 | 14 oktober 2014             |
| 198      | 3            | Soul Survivor               | 21 oktober 2014             |
| 199      | 4            | Paper Moon                  | 28 oktober 2014             |
| 200      | 5            | Fan Fiction                 | 11 november 2014            |
| 201      | 6            | Ask Jeeves                  | 18 november 2014            |
| 202      | 7            | Girls, Girls, Girls         | 25 november 2014            |
| 203      | 8            | Hibbing 911                 | 2 december 2014             |
| 204      | 9            | The Things We Left Behind   | 9 december 2014             |
| 205      | 10           | The Hunter Games            | 20 januari 2015             |
| 206      | 11           | There Is No Place Like Home | 27 januari 2015             |
| 207      | 12           | About A Boy                 | 3 februari 2015             |
| 208      | 13           | Halt And Catch Fire         | 10 februari 2015            |
| 209      | 14           | The Executioner's Song      | 17 februari 2015            |
| 210      | 15           | The Things They Carried     | 18 maart 2015               |
| 211      | 16           | Paint It Black              | 25 maart 2015               |
| 212      | 17           | Inside Man                  | 01 april 2015               |
| 213      | 18           | Book Of The Damned          | 15 april 2015               |
| 214      | 19           | The Werther Project         | 22 april 2015               |
| 215      | 20           | Angel Heart                 | 29 april 2015               |
| 216      | 21           | Dark Dynasty                | 06 mei 2015                 |
| 217      | 22           | The Prisoner                | 13 mei 2015                 |
| 218      | 23           | Brother's Keeper            | 20 mei 2015                 |

### Seizoen 11: 2015-2016
| Totaal № | Aflevering № | Titel                              | Originele uitzenddatum (VS) |
| -------- | ------------ | ---------------------------------- | --------------------------- |
| 219      | 1            | Out of the Darkness, Into the Fire | 07 oktober 2015             |
| 220      | 2            | Form and Void                      | 14 oktober 2015             |
| 221      | 3            | The Bad Seed                       | 21 oktober 2015             |
| 222      | 4            | Baby                               | 28 oktober 2015             |
| 223      | 5            | Thin Lizzie                        | 04 november 2015            |
| 224      | 6            | Our Little World                   | 11 november 2015            |
| 225      | 7            | Plush                              | 18 november 2015            |
| 226      | 8            | Just My Imagination                | 02 december 2015            |
| 227      | 9            | O Brother, Where Art Thou?         | 09 december 2015            |
| 228      | 10           | The Devil in the Details           | 20 januari 2016             |
| 229      | 11           | Into the Mystic                    | 27 januari 2016             |
| 230      | 12           | Don't You Forget About Me          | 03 februari 2016            |
| 231      | 13           | Love Hurts                         | 10 februari 2016            |
| 232      | 14           | The Vessel                         | 17 februari 2016            |
| 233      | 15           | Beyond the Mat                     | 24 februari 2016            |
| 234      | 16           | Safe House                         | 23 maart 2016               |
| 235      | 17           | Red Meat                           | 30 maart 2016               |
| 236      | 18           | Hell's Angel                       | 06 april 2016               |
| 237      | 19           | The Chitters                       | 27 april 2016               |
| 238      | 20           | Don't Call Me Shurley              | 04 mei 2016                 |
| 239      | 21           | All In The Family                  | 11 mei 2016                 |
| 240      | 22           | We Happy Few                       | 18 mei 2016                 |
| 241      | 23           | Alpha and Omega                    | 25 mei 2016                 |

### Seizoen 12: 2016-2017
| Totaal № | Aflevering № | Titel                             | Originele uitzenddatum (VS) |
| -------- | ------------ | --------------------------------- | --------------------------- |
| 242      | 1            | Keep Calm and Carry On            | 13 oktober 2016             |
| 243      | 2            | Mamma Mia                         | 20 oktober 2016             |
| 244      | 3            | The Foundry                       | 27 oktober 2016             |
| 245      | 4            | American Nightmare                | 03 november 2016            |
| 246      | 5            | The One You've Been Waiting For   | 10 november 2016            |
| 247      | 6            | Celebrating the Life of Asa Fox   | 17 november 2016            |
| 248      | 7            | Rock Never Dies                   | 1 december 2016             |
| 249      | 8            | Lotus                             | 8 december 2016             |
| 250      | 9            | First Blood                       | 26 januari 2017             |
| 251      | 10           | Lily Sunder Has Some Regrets      | 2 februari 2017             |
| 252      | 11           | Regarding Dean                    | 9 februari 2017             |
| 253      | 12           | Stuck in the Middle (With You)    | 16 februari 2017            |
| 254      | 13           | Family Feud                       | 23 februari 2017            |
| 255      | 14           | The Raid                          | 2 maart 2017                |
| 256      | 15           | Somewhere Between Heaven and Hell | 9 maart 2017                |
| 257      | 16           | Ladies Drink Free                 | 30 maart 2017               |
| 258      | 17           | The British Invasion              | 6 april 2017                |
| 259      | 18           | The Memory Remains                | 13 april 2017               |
| 260      | 19           | The Future                        | 27 april 2017               |
| 261      | 20           | Twigs & Twine & Tasha Banes       | 4 mei 2017                  |
| 262      | 21           | There’s Something About Mary      | 11 mei 2017                 |
| 263      | 22           | Who We Are                        | 18 mei 2017                 |
| 264      | 23           | All Along The Watchtower          | 18 mei 2017                 |

### Seizoen 13: 2017-2018
| Totaal № | Aflevering № | Titel                       | Originele uitzenddatum (VS) |
| -------- | ------------ | --------------------------- | --------------------------- |
| 265      | 1            | Lost And Found              | 12 oktober 2017             |
| 266      | 2            | The Rising Son              | 19 oktober 2017             |
| 267      | 3            | Patience                    | 26 oktober 2017             |
| 268      | 4            | The Big Empty               | 2 november 2017             |
| 269      | 5            | Advanced Thanatology        | 9 november 2017             |
| 270      | 6            | Tombstone                   | 16 november 2017            |
| 271      | 7            | War Of The Worlds           | 23 november 2017            |
| 272      | 8            | The Scorpion And The Frog   | 30 november 2017            |
| 273      | 9            | The Bad Place               | 7 januari 2018              |
| 274      | 10           | Waywars Sisters             | 18 januari 2018             |
| 275      | 11           | Breakdown                   | 25 januari 2018             |
| 276      | 12           | Various And Sundry Villains | 1 februari 2018             |
| 277      | 13           | Devil’s Bargain             | 8 februari 2018             |
| 278      | 14           | Good Intentions             | 1 maart 2018                |
| 279      | 15           | A Most Holy Man             | 8 maart 2018                |
| 280      | 16           | Scoobynatural               | 29 maart 2018               |
| 281      | 17           | The Thing                   | 5 april 2018                |
| 282      | 18           | Bring ‘em Back Alive        | 12 april 2018               |
| 283      | 19           | Funeralia                   | 19 april 2018               |
| 284      | 20           | Unfinished Business         | 26 april 2018               |
| 285      | 21           | Beat The Devil              | 3 mei 2018                  |
| 286      | 22           | Exodus                      | 10 mei 2018                 |
| 287      | 23           | Let The Good Times Roll     | 17 mei 2018                 |

### Seizoen 14: 2018-2019
| Totaal № | Aflevering № | Titel                      | Originele uitzenddatum (VS) |
| -------- | ------------ | -------------------------- | --------------------------- |
| 288      | 1            | Stranger In A Strange Land | 11 oktober 2018             |
| 289      | 2            | Gods And Monsters          | 18 oktober 2018             |
| 290      | 3            | The Scar                   | 25 oktober 2018             |
| 291      | 4            | Mint Condition             | 1 november 2018             |
| 292      | 5            | Nightmare Logic            | 8 november 2018             |
| 293      | 6            | Optimism                   | 15 november 2018            |
| 294      | 7            | Unhuman Nature             | 29 november 2018            |
| 295      | 8            | Byzantium                  | 6 december 2018             |
| 296      | 9            | The Spear                  | 13 december 2018            |
| 297      | 10           | Nihilism                   | 17 januari 2019             |
| 298      | 11           | Damaged Gods               | 24 januari 2019             |
| 299      | 12           | Prophet And Loss           | 31 januari 2019             |
| 300      | 13           | Lebanon                    | 7 februari 2019             |
| 301      | 14           | Ouroboros                  | 7 maart 2019                |
| 302      | 15           | Peace Of Mind              | 14 maart 2019               |
| 303      | 16           | Don’t Go In The Woods      | 21 maart 2019               |
| 304      | 17           | Game Night                 | 4 april 2019                |
| 305      | 18           | Absence                    | 11 april 2019               |
| 306      | 19           | Jack in the Box            | 18 april 2019               |
| 307      | 20           | Moriah                     | 25 april 2019               |

### Finale Seizoen 15: 2019-2020
| Totaal № | Aflevering № | Titel                            | Originele uitzenddatum (VS) |
| -------- | ------------ | -------------------------------- | --------------------------- |
| 308      | 1            | Back and to the Future           | 10 oktober 2019             |
| 309      | 2            | Raising Hell                     | 17 oktober 2019             |
| 310      | 3            | The Rupture                      | 24 oktober 2019             |
| 311      | 4            | Atomic Monsters                  | 7 november 2019             |
| 312      | 5            | Proverbs 17:3                    | 14 november 2019            |
| 313      | 6            | Golden Time                      | 21 november 2019            |
| 314      | 7            | Last Call                        | 5 december 2019             |
| 315      | 8            | Our Father, Who Aren't in Heaven | 12 december 2019            |
| 316      | 9            | The Trap                         | 16 januari 2020             |
| 317      | 10           | The Heroes' Journey              | 23 januari 2020             |
| 318      | 11           | The Gamblers                     | 30 januari 2020             |
| 319      | 12           | Galaxy Brain                     | 16 maart 2020               |
| 320      | 13           | Destiny's Child                  | 23 maart 2020               |
| 321      | 14           | Last Holiday                     | 8 oktober 2020              |
| 322      | 15           | Gimme Shelter                    | 15 oktober 2020             |
| 323      | 16           | Drag Me Away (From You)          | 22 oktober 2020             |
| 324      | 17           | Unity                            | 29 oktober 2020             |
| 325      | 18           | Despair                          | 5 november 2020             |
| 326      | 19           | Inherit the Earth                | 12 november 2020            |
| 327      | 20           | Carry On                         | 19 november 2020            |

## Rolverdeling
| Acteurs                                                   | Personage            | Soort                       | Tijd        |
| --------------------------------------------------------- | -------------------- | --------------------------- | ----------- |
| Jensen Ackles, Ridge Canipe en Brock Kelly                | Dean Winchester      | Jager                       | 2005 - 2020 |
| Moose, Alexis Ferris Jared Padalecki en Colin Ford        | Sam Winchester       | Jager, exorcist             | 2005 - 2020 |
| Mark Sheppard                                             | Crowley              | Demon                       | 2009 - 2017 |
| Jeffrey Dean Morgan, Matt Cohen                           | John Winchester      | Jager                       | 2005 - 2007 |
| Jim Beaver                                                | Bobby Singer         | Jager                       | 2006 - 2013 |
| Misha Collins                                             | Castiel              | Engel                       | 2008 - 2020 |
| Alexander Calvert                                         | Jack Kline/Belphegor | Demon                       | 2017 - 2020 |
| Katie Cassidy (2007-2008) Genevieve Padalecki (2008-2009) | Ruby                 | Voormalig heks, nu demon    | 2007 - 2009 |
| Lauren Cohan                                              | Bela Talbot          | Criminele                   | 2007 - 2008 |
| Richard Speight Jr.                                       | Gabriel              | Aardsengel, Trickster, Loki | 2006 - 2014 |
| Julie McNiven                                             | Anna Milton          | Engel                       | 2008 - 2010 |
| Robert Wisdom                                             | Uriel                | Engel                       | 2008 - 2009 |
| Fredric Lehne                                             | Azazel               | Demon                       | 2005 - 2007 |
| Samantha Ferris                                           | Ellen Harvelle       | Voormalig jager             | 2006 - 2009 |
| Alona Tal                                                 | Jo Harvelle          | Jager                       | 2006 - 2009 |
| Sterling K. Brown                                         | Gordon Walker        | Vampierenjager              | 2006 - 2008 |
| Felicia Day                                               | Charlie Bradbury     | Hacker, jager               |             |
| Nicki Aycox Rachel Miner                                  | Meg Masters          | Demon                       | 2006 - 2013 |
| Mark Pellegrino                                           | Lucifer              | Aardsengel, Duivel          |             |

## Productie

### Creatie

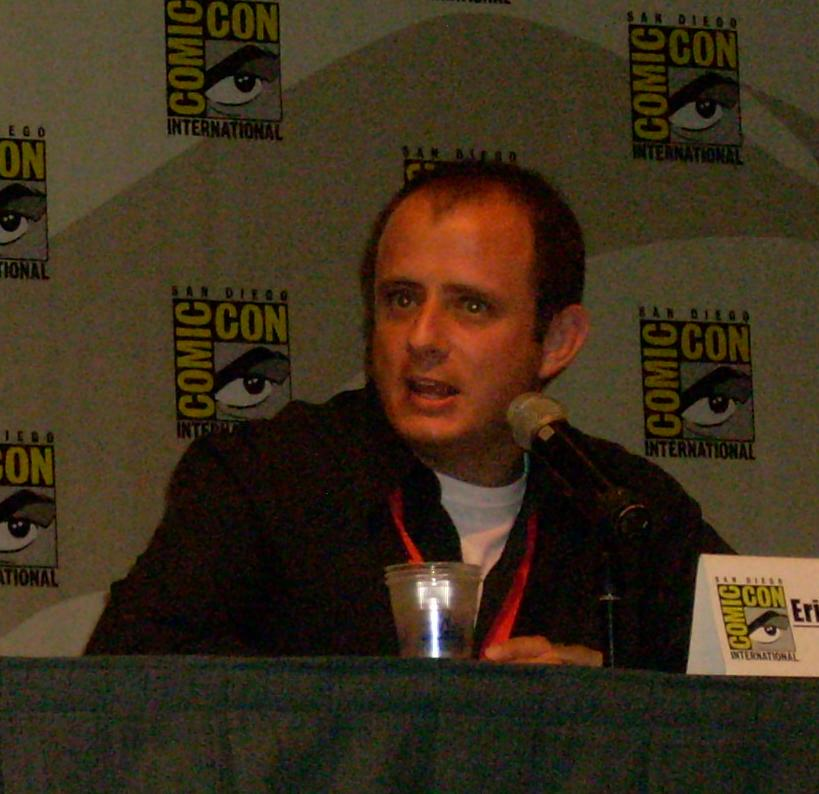
Eric Kripke

Erik Kripke deed bijna 10 jaar over het bedenken en ontwikkelen van Supernatural. Hij was al sinds zijn jeugd fan van broodjeaapverhalen en andere zogeheten Urban Legends. Aanvankelijk wilde hij van Supernatural een film maken, maar veranderde dit idee later naar een serie. Hij kreeg het concept echter niet verkocht aan een studio. In de jaren die volgden onderging het idee steeds meer veranderingen. Aanvankelijk zou de serie een anthologieserie worden, maar dit idee werd verworpen ten gunste van een verhaal over twee reporters die door het land zouden reizen op zoek naar demonen en andere bovennatuurlijke zaken.
Kripke had voor The WB eerder meegewerkt aan de serie Tarzan, wat hem de mogelijkheid gaf nieuwe series te mogen bedenken voor de zender. The WB vond het idee op zich aardig, maar was tegen een serie over twee journalisten. Daarom veranderde Kripke de twee hoofdpersonen in broers. Aanvankelijk zouden de twee "Sal" en "Dean" gaan heten als referentie naar Jack Kerouac's roman On the Road, maar de naam van Sal werd uiteindelijk veranderd naar Sam. De achternaam van de broers zou "Harrison" worden als referentie naar acteur Harrison Ford, maar deze naam moest worden veranderd daar er echt een Sam Harrison bleek te wonen in Kansas (waar de broers ook vandaan zouden komen). Uiteindelijk koos men voor de naam "Winchester", omdat dat de link legde met westerns, alsook met het beruchte Winchester Mystery House.
Kripke was tevens fan van de series The Dukes of Hazzard en Knight Rider. Om die reden wilde hij Supernatural ook een kenmerkende auto geven. Zijn eerste keuze was een Ford Mustang, maar zijn buurman overtuigde hem dat een Chevrolet Impala wellicht een betere keus was.
Toen hij groen licht kreeg voor zijn serie, schreef Krikpe alvast een verhaal voor drie seizoenen. Later breidde hij dit uit naar vijf.

### Script
De staf van het eerste seizoen bestond uit Kripke en vijf andere schrijvers. De schrijvers werden meestal in groepen verdeeld om de scripts voor verschillende afleveringen voor hun rekening te nemen. Aan het begin van elk seizoen kwamen de schrijvers bijeen om hun ideeën te bespreken. Kripke hield toezicht op alle scripts om er zeker van te zijn dat ze goed op elkaar aansloten. Vooral het eerste seizoen vond hij dit een lastige taak.
De sfeer van de serie werd sterk beïnvloed door films als Poltergeist, Evil Dead 2 en An American Werewolf In London.
Al tijdens het eerste seizoen kwam de nadruk van de serie steeds meer op de broers te liggen in plaats van op de monsters die ze in elke aflevering tegenkomen.

### Opnames en effecten
De pilotaflevering werd opgenomen in Los Angeles, maar de productie van de serie vindt nu grotendeels plaats in Vancouver.
Aanvankelijk werden verschillende bedrijven, waaronder Entity FX, benaderd voor het verzorgen van de effecten in de serie, maar inmiddels is dit allemaal overgenomen door The WB zelf. Ivan Hayden is verantwoordelijk voor het verzorgen van de effecten in de serie. Hij is onder ander aanwezig bij de opnames om erop toe te zien dat scènes goed worden opgenomen met de later in te voegen effecten in gedachten.

### Muziek
De muziek van Supernatural is grotendeels elektronisch, hoewel er soms ook echte instrumenten zoals gitaren worden gebruikt. De serie heeft twee vaste componisten: Christopher Lennertz en Jay Gruska. Ze wisselen elkaar per aflevering af, zodat ze meer tijd hebben om de muziek te componeren. In totaal componeren ze 30 minuten aan muziek voor elke aflevering.
Behalve nieuwe muziek wordt er soms ook bestaande muziek gebruikt in de serie, zoals klassieke rockmuziek. De meeste van deze nummers komen uit Eric Kripkes privécollectie.

## Terugkerende thema’s
Een aantal elementen in de serie komen geregeld terug.
De coltEen Colt Paterson uit 1836, gemaakt door Samuel Colt als wapen voor een monsterjager. Elk wezen dat geraakt wordt door een van de 13 originele kogels uit dit wapen sterft onmiddellijk. Dit wapen wordt een aantal keer door de broers gebruikt, aan het begin van het tweede seizoen ruilt John Winchester de colt in voor Dean, Azazel gebruikt vervolgens de colt om de deur naar de Hell te openen aan het eind van seizoen 2. Op de loop van de colt staat in het Latijn "non timebo mala", dit betekent "Ik vrees geen kwaad" en op de handvat is een pentagram gegraveerd.
ImpalaDe broers verplaatsen zich altijd in een Chevrolet Impala uit 1967. Deze wagen is door hun vader aan hen gegeven. Vooral Dean ziet de wagen als zijn meest dierbare bezit. De oorsprong van de Impala werd voor het eerst afgebeeld in de strip mini-serie Supernatural: Origins, waarin John Winchester eigendom van de auto neemt nadat oom Mary omkomt tijdens een jacht. Echter fans reageerden negatief omdat John wordt weergegeven met de Impala in de teaser voor de pilot-aflevering, die chronologisch is ingesteld voor de stripreeks. Hierdoor werd de strip veranderd voor de paperback-versie, met de ware oorsprong van de Impala die later werd uitgebeeld in het vierde seizoen van de serie. Nadat Dean wordt teruggestuurd naar 1973 door de engel Castiel, overtuigt hij zijn vader de Impala te kopen in plaats van een 1964 VW Van. De verdere oorsprong van de auto wordt uitgediept tijdens de finale van Seizoen 5, waarin een raamvertelling de auto volgt van de fabriek tot de dag van vandaag.
Ruby’s mesRuby bezit een magisch mes dat zelfs demonen kan doden. Het mes heeft aan beide kanten symbolen gegraveerd. Het mes is vele malen gebruikt na de invoering in het derde seizoen. Na gestoken te zijn in een vitaal gebied, sterft de demon meteen, het menselijk lichaam gaat ook dood. Het is onbekend of het effectief is tegen andere bovennatuurlijke wezens, maar het is nutteloos tegen engelen. Bovendien is de demon Alastair resistent tegen de macht van het mes. Hoe het mes functioneert moet nog worden onthuld, bedenker Eric Kripke betwijfelt het ooit te onthullen.
66 zegelsLucifer, een van de primaire antagonisten in de serie, wordt vastgehouden door 600 magische zegels. Indien 66 hiervan worden gebroken kan hij echter ontsnappen.
Problemen met de wetDe broers krijgen niet betaald voor hun werk. Ze verdienen de kost met creditkaartfraude, pokeren en andere soms illegale praktijken. Dit brengt hen geregeld in aanvaring met lokale autoriteiten en later zelfs de FBI. Vooral Dean is inmiddels een gezocht crimineel in veel plaatsen in de Verenigde Staten.

### Lijst van wezens uit de serie
- Amazone
- Arachne
- Buruburu
- Changeling
- Croataon virus
- Crocotta
- Daêva
- Djinn
- Draak
- Fee
- Geest
- Ghoul
- Golem
- Helhond
- Kitsune
- Lamia
- Leshii
- Leviathan
- Okami
- Feniks
- Pishtaco
- Rakshasa
- Magere Hein
- Rugaru
- Shapeshifter
- Shojo
- Skinwalker
- Vampier
- Vetala
- Wendigo
- Weerwolf
- Wraith
- Zombie

## Prijzen en nominaties
In 2010 won Supernatural de People's Choice Award voor Favorite Sci-Fi/Fantasy Show.
De serie is daarnaast meerdere keren genomineerd geweest voor de Emmy Award en Saturn Award.